# Myrcia neodoniana
Myrcia neodoniana är en myrtenväxtart som beskrevs av Joáo Rodrigues de Mattos. Myrcia neodoniana ingår i släktet Myrcia och familjen myrtenväxter. Inga underarter finns listade i Catalogue of Life.